# Каливес Полигиру
Каливес Полигиру (на гръцки: Καλύβες Πολυγύρου, катаревуса Καλύβαι Πολυγύρου Каливе Полигиру или Καλύβια Πολυγύρου, Каливия Полигиру, в превод Полигироски колиби) е село в Егейска Македония, Гърция, част от дем Полигирос в административна област Централна Македония.

## География
Каливес Полигиру е разположено в южната част на Халдикидическия полуостров, на северния бряг на Касандрийския залив. Основното препитание на жителите е отглеждане на маслини и туризъм.

## История
На 1 km югоизточно от селото са развалините на античния град Мекиберна, независимо пристанище на Олинт.